# Neumarkt am Wallersee
Neumarkt am Wallersee – miasto w Austrii, w kraju związkowym Salzburg, w powiecie Salzburg-Umgebung. Według Austriackiego Urzędu Statystycznego liczyło 6157 mieszkańców (1 stycznia 2015).